# Art romànic a Astúries
L'art romànic a Astúries és un estil artístic que es va desenvolupar a Astúries entre els segles xi i xiii i que es caracteritza per una doble influència, la de l'art romànic europeu general i la de l'art asturià o prerromànic precedent. Es considera que existeixen més de dues-centes mostres d'art romànic asturià. Destaca especialment l'ornamentació dels capitells.
Les obres més destacades del període són les següents:

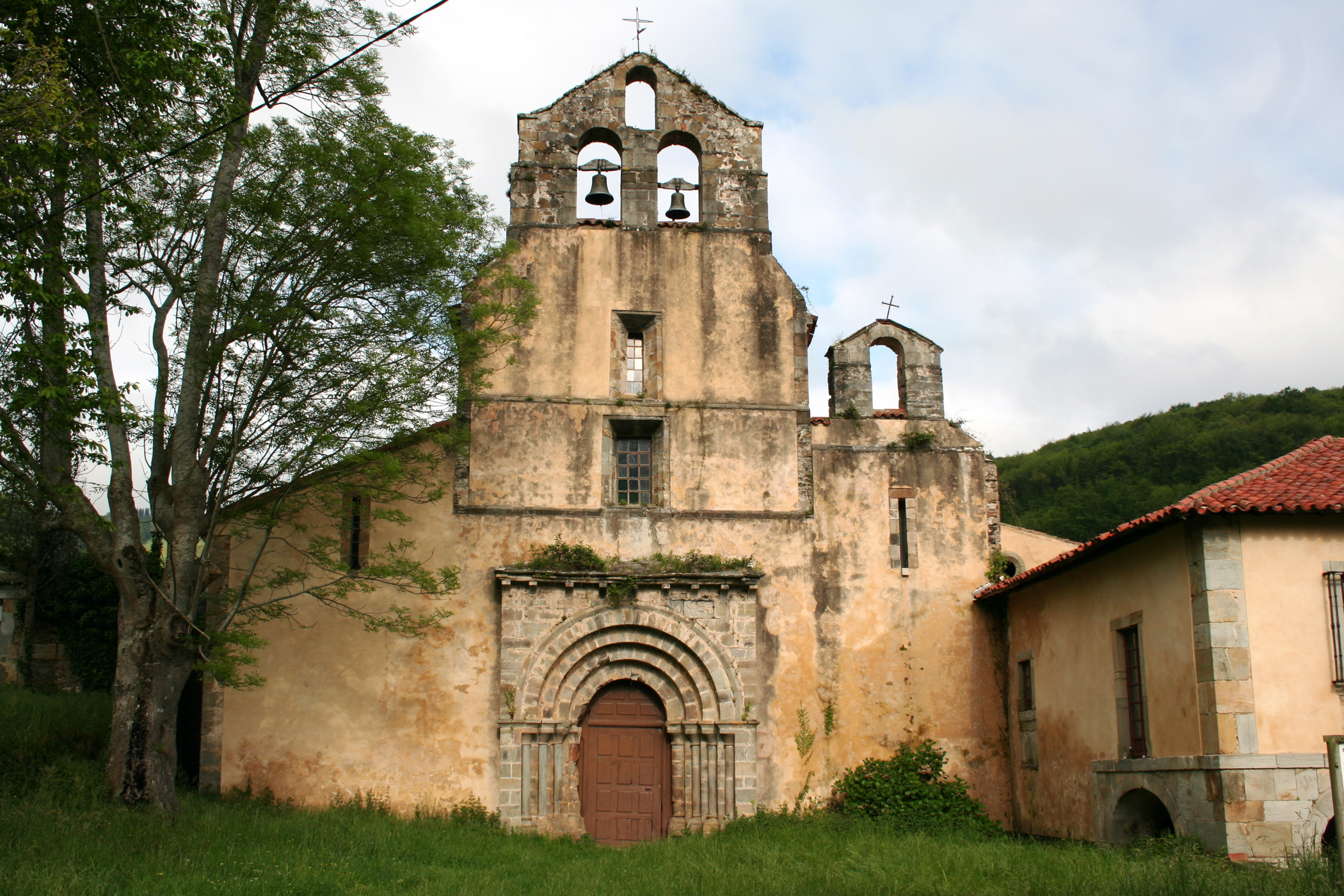
Monestir de Santa María d'Oubona

- Església de Santa Maria Magdalena de Villaviciosa
- Església de San Salvador de Fuentes
- Església de San Andrés de Valdebárzana
- Església de Santa María de la Oliva
- Església de San Juan de Amandi
- Col·legiata de San Pedru de Teberga
- Monestir de San Pedro de Villanueva a Cangues d'Onís
- Monestir de Santa María d'Oubona